# Coppa delle Nazioni Juniors UCI 2016
La Coppa delle Nazioni Juniors UCI 2016 è stata la nona edizione della competizione organizzata dalla Unione Ciclistica Internazionale, riservata agli atleti con meno di 19 anni. Comprende tredici gare ed è riservata alle squadre nazionali. La classifica finale è stata vinta dalla squadra danese, al secondo posto gli Stati Uniti e a chiudere il podio l'ėquipe francese.

## Calendario
| Data         | Gara                                          | Vincitore                 | Vincitore (Nazioni) | Leader (Nazioni) |
| ------------ | --------------------------------------------- | ------------------------- | ------------------- | ---------------- |
| 22 gennaio   | Campionati asiatici-Prova in linea Juniors    | Dinmukhammed Ulysbayev    | Kazakistan          | Kazakistan       |
| 25 febbraio  | Campionati africani-Prova in linea Juniors    | Hanza Mansouri            | Algeria             | Algeria          |
| 27 marzo     | Gand-Wevelgem Juniors                         | Alexys Brunel             | Francia             | Francia          |
| 10 aprile    | Paris-Roubaix Juniors                         | Jarno Mobach              | Paesi Bassi         | Paesi Bassi      |
| 5-8 maggio   | Corsa della Pace Juniors                      | Christopher Blevins       | Kazakistan          | Paesi Bassi      |
| 21-22 maggio | Trophée Centre Morbihan                       | Florentin Lecamus-Lambert | Francia             | Francia          |
| 26-29 maggio | Tour du Pays de Vaud                          | Marc Hirschi              | Svizzera            | Francia          |
| 3-5 giugno   | Trofeo Karlsberg                              | Brandon McNulty           | Stati Uniti         | Francia          |
| 12 giugno    | Campionati panamericani di ciclismo su strada | Jason Huertas             | Costa Rica          | Francia          |
| 9-10 luglio  | Grand Prix Général Patton                     | Andreas Kron              | Francia             | Francia          |
| 19-24 luglio | Tour de l'Abitibi                             | Brandon McNulty           | Stati Uniti         | Danimarca        |
| 16 settembre | Campionati europei di ciclismo su strada      | Nicolas Malle             | Stati Uniti         | Danimarca        |
| 10 ottobre   | Cronometro mondiale                           | Brandon McNulty           | Stati Uniti         | Danimarca        |
| 12 ottobre   | Prova in linea mondiale                       | Jakob Egholm              | Slovenia            | Danimarca        |

## Classifica finale
| Pos. | Nazione       | Punti |
| ---- | ------------- | ----- |
| 1    | Danimarca     | 301   |
| 2    | Stati Uniti   | 258   |
| 3    | Francia       | 253   |
| 4    | Slovenia      | 212   |
| 5    | Paesi Bassi   | 189   |
| 6    | Svizzera      | 162   |
| 7    | Kazakistan    | 147   |
| 8    | Belgio        | 96    |
| 9    | Gran Bretagna | 94    |
| 10   | Italia        | 88    |